# Castillo de Karpień

A - atrio
B - patio del castillo
S - establos
W - torre
1 - donjon
2 - lavadero
3 - cocina
4 - bodega de almacenamiento de alimentos

El castillo de Karpień (polaco: Zamek Karpień; alemán: Burg Karpenstein) está ubicado en el distrito de Kłodzko en las Montañas de Oro de los Sudetes.